# Tricikl podvozje zrakoplova
Tricikl podvozje je podvozje zrakoplova koji se sastoji od prednje, nosne noge i glavnog podvozja s lijeve i desne strane trupa, nešto iza centra težišta. Jednostavnost upravljanja zrakoplovima po zemlji s ovim tipom podvozja dovela je do njihove široke primjene .

### Prednosti tricikl podvozja
Prvi zrakoplovi imali su jednostavno podvozje no već 1929. godine pojavljuju se prvi zrakoplovi s upravljivom nosnom nogom. Tricikl podvozje ima suprotni raspored kotača od konvencionalnog podvozja. Ovaj zrakoplovima gotovo je nemoguće prevrnuti na nos što se pri svakom prejakom kočenju dešavalo na zrakoplovima s repnim kotačem. Uz lakše upravljanje po zemlji, radi smještaja glavnog podvozja iza centra težišta smanjena je mogućnost okretanja zrakoplova u krug (eng.: ground loop). Prednost tricikl podvozja je i u vidljivosti prema naprijed jer je trup zrakoplova paralelan sa zemljom a njegov nos ne strši u zraku. Zrakoplovi s tricikl podvozjem lakše su upravljivi na zemlji i u uvjetima jakog vjetra jer su im krila pod vrlo malim, često i negativnim napadnim kutom. Slijetanje je također jednostavnije jer im je manevar prije samog doticanja uzletno sletne staze minimalan i skoro jednak putanji prilaženja. Radi navedenih prednosti na većini modernih zrakoplova ugrađuje se tricikl podvozje. I gotovo svi mlazni zrakoplovi koriste ovo podvozje kako bi se izbjegla oštećenja od udara vrućih ispušnih plinova na uzletne površine. U nekoliko iznimaka spadaju Jakovljev Jak-15 Supermarine Attacker te prototipovi Heinkel He 178 i Messerschmitt Me 262 V3.

### Prednosti konvencionalnog podvozja
Konvencionalno podvozje je svoje prednosti našlo na neasfaltiranim površinama na kojima radi samog položaja aviona s uzdignutim nosom teže dolazi do oštećenja propelera od krhotina s neobrađene staze. Na ovim se avionima, tijekom kretanja po tlu, opterećenja na konstrukciju prenose na način u kojem je manje vjerojatno da će doći do njezina oštećenja.
Jednostavnije glavno podvozje i manji repni kotač lakši su, jeftiniji, lakši za održavanje i manje komplicirani za uvlačenje. Neuvlačeće podvozje ima manji štetni otpor tijekom leta od onoga na tricikl podvozju. Većina zrakoplova s repnim kotačem su niža i mogu stati u niže hangare a po zimi su pogodni za ugradnju skija umjesto kotača za slijetanja na ledene površine.